# Romodanovói járás
A Romodanovói járás (oroszul Ромодановский район, erza nyelven Рамаданбуе, moksa nyelven Ромодановань район) Oroszország egyik járása Mordvinföldön. Székhelye Romodanovo.

## Népesség
- 1989-ben 23 433 lakosa volt.
- 2002-ben 21 986 lakosa volt, melynek 70,4%-a orosz, 19,3%-a tatár, 8,4%-a mordvin.
- 2010-ben 20 702 lakosa volt, melynek 60,5%-a orosz, 21,1%-a tatár, 16,5%-a mordvin.